# پاچیان

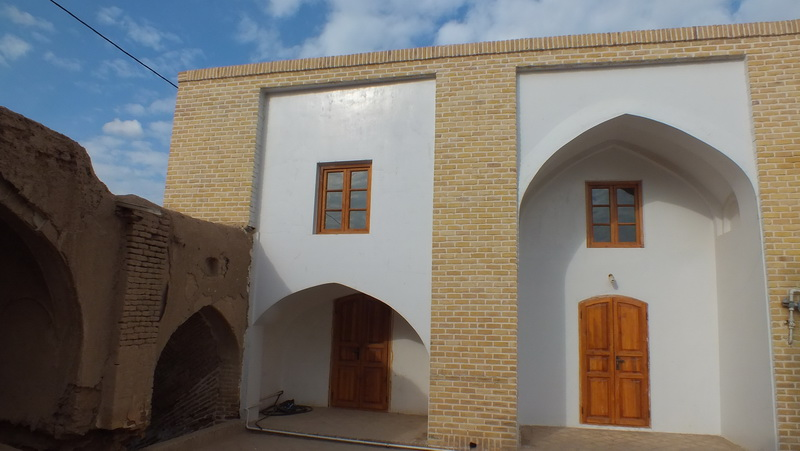
مسجد جامع پاچیان

پاچیان، روستایی است از توابع بخش جعفرآباد شهرستان قم در استان قم ایران.

## جمعیت
این روستا در دهستان جعفرآباد قرار دارد و براساس سرشماری مرکز آمار ایران در سال ۱۳۸۵، جمعیت آن ۵۳۱ نفر (۱۸۰خانوار) بوده‌است.